# Ockelbo station
Ockelbo station är en järnvägsstation i Ockelbo i Gävleborgs län längst norra stambanan mellan Gävle och Lingbo.

## Historik
Stationen öppnade 1876 som en del av Norra stambanan. 1884 utökades trafiken genom Gävle–Ockelbo Järnväg. Ytligare en ny sträcka genom staden öppnades 1895 som en del av Dala–Ockelbo–Norrsundets Järnväg. Sträckan lades ner 1970. Det ursprungliga stationshuset i Ockelbo brann ner den 16 november 1976. Det nya stationshuset är en kopia av det ursprungliga, men utsattes återigen för en mindre brand 1997.

## Trafik
Stationen trafikeras under 2023 av tåg från SJ och X-Trafik

## Galleri

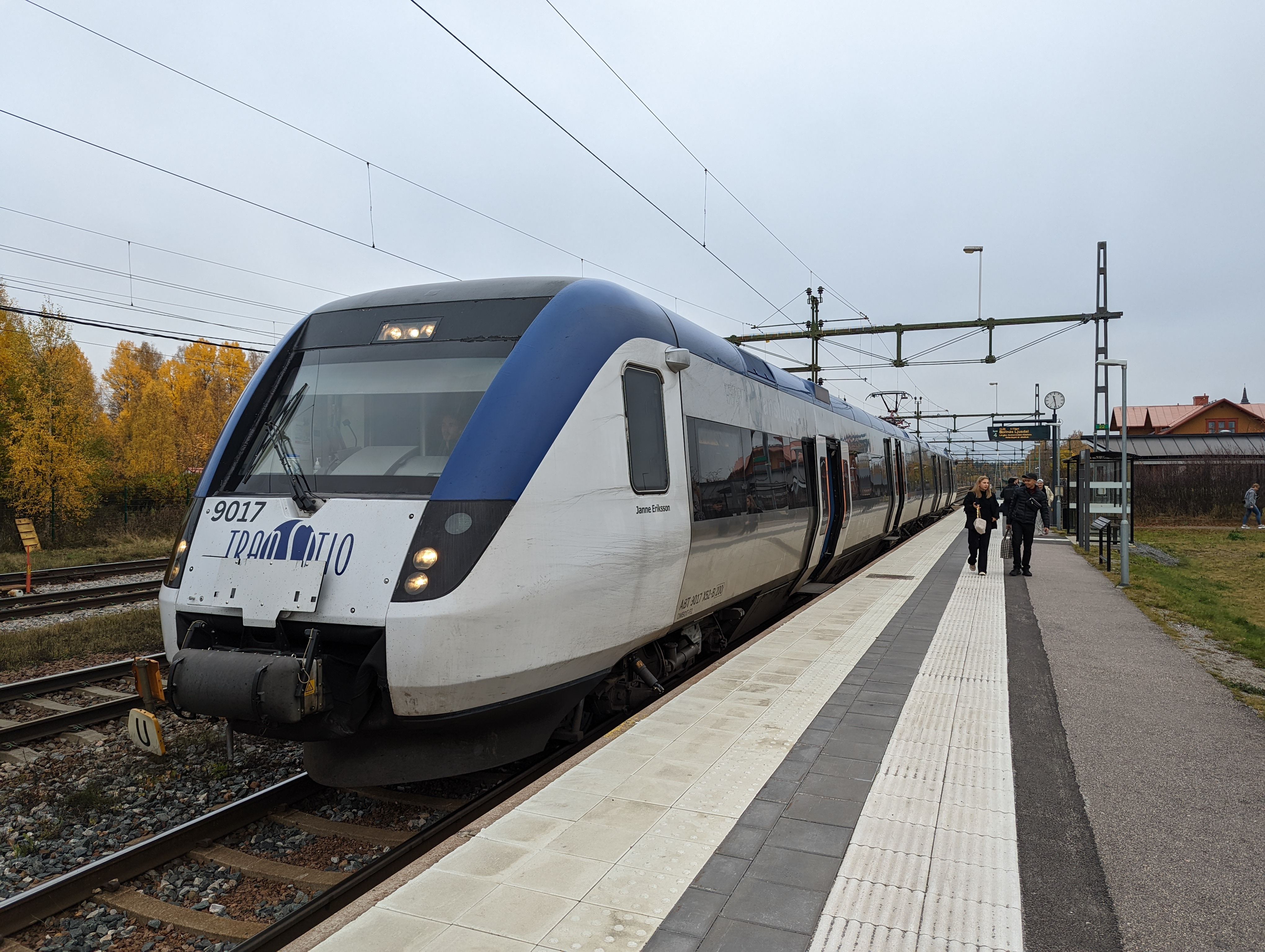
Tåg från Transitio av typen X52 i Ockelbo.
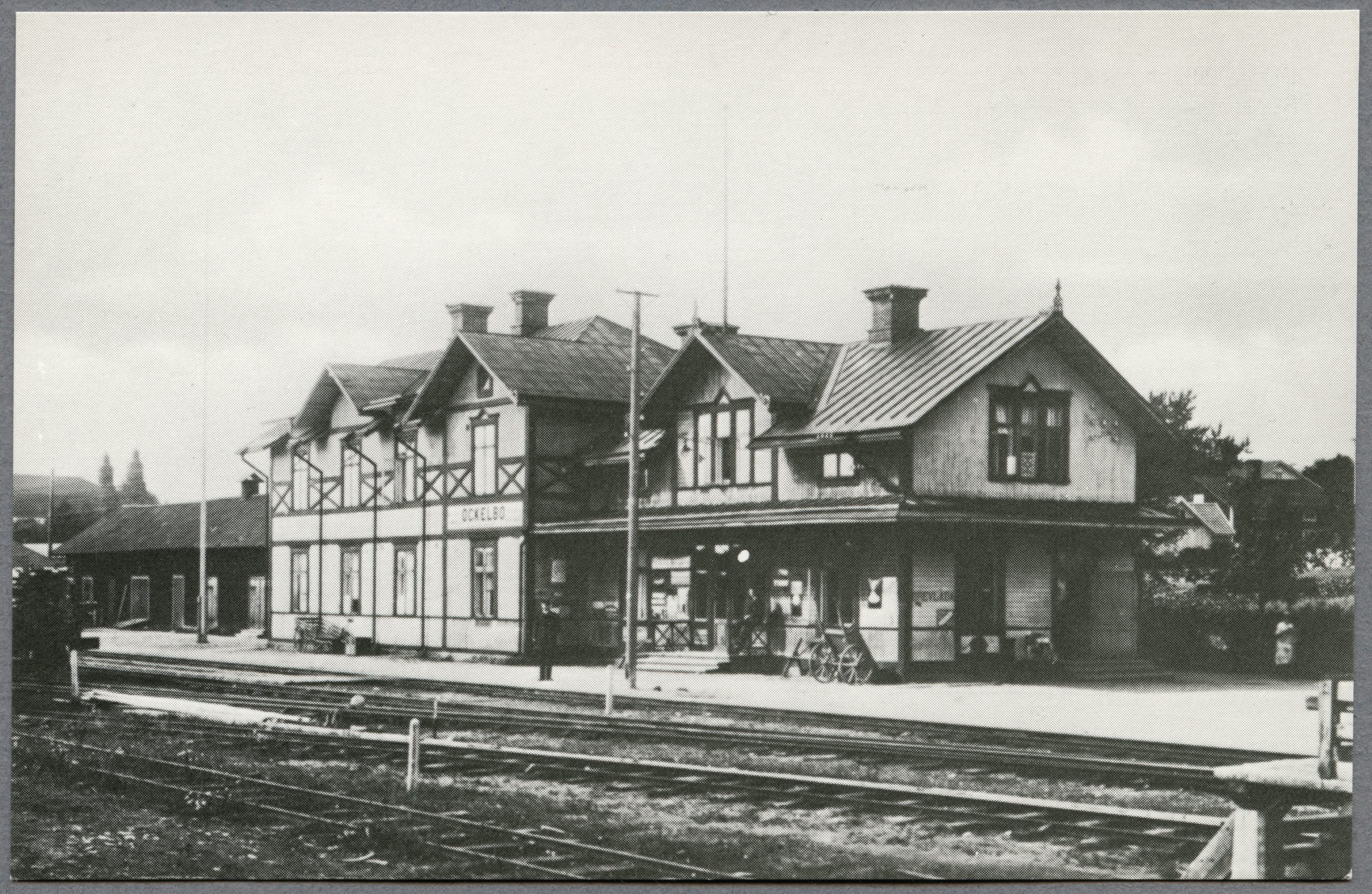
Äldre bild från stationshuset